# 이윤지
이윤지(李允智, 1984년 3월 15일 ~ )는 대한민국의 배우다.

## 학력
- 안동초등학교 (졸업)
- 안동여자중학교 (졸업)
- 안동여자고등학교 (졸업)
- 중앙대학교 대학원[2] (졸업)

## 연기 활동

### 드라마/시트콤
- 2003년 MBC 청춘시트콤 《논스톱 4》 ... 이윤지 역
- 2004년 MBC 주말연속극 《한강수타령》 ... 윤다영 역
- 2005년 SBS 드라마스페셜 《건빵선생과 별사탕》 ... 나선재 역
- 2005년 MBC 일일아침드라마 《자매바다》 ... 송춘희 역
- 2006년 MBC 수목미니시리즈 《궁》 ... 혜명공주 역
- 2006년 KBS1 일일연속극 《열아홉 순정》 ... 박윤정 역
- 2007년 MBC 아침드라마 《내 곁에 있어》 ... 서은주 역
- 2008년 KBS 1TV → KBS 2TV 대하드라마 《대왕 세종》 ... 소헌왕후 심씨 역
- 2008년 KBS 1TV 단막극 《KBS HDTV 문학관 - 봄, 봄봄》 ... 혜은 역
- 2009년 SBS 기부드라마 《천국의 아이들》 ... 윤사랑 역
- 2009년 MBC 수목미니시리즈 《맨땅에 헤딩》 ... 오연이 역
- 2010년 PBC 평화방송 순교사극 《동정부부 요안 루갈다》 ... 이순이 루갈다 역
- 2010년 MBC 주말연속극 《민들레 가족》 ... 박혜원 역
- 2011년 KBS 2TV 월화드라마 《드림 하이》 ... 시경진 역
- 2011년 KBS 2TV 단막극 《KBS 드라마 스페셜 - 터미널》 ... 지연수 역
- 2012년 MBC 수목미니시리즈 《더킹 투하츠》 ... 이재신 역
- 2012년 SBS 대기획 《대풍수》 ... 반야 역
- 2013년 tvN 월화드라마 《연애조작단; 시라노》 ... 마재인 역 (특별출연)
- 2013년 KBS 2TV 주말연속극 《왕가네 식구들》 ... 왕광박 역
- 2014년 KBS 2TV 단막극 《KBS 드라마 스페셜 - 그런 사랑》 ... 지연수 역
- 2014년 OCN 일요드라마 《닥터 프로스트》 ... 송선 역
- 2015년 tvN 금토드라마 《구여친클럽》 ... 장화영 역
- 2016년 MBC 일일드라마 《행복을 주는 사람》 ... 임은희 역
- 2017년 tvN 토일드라마 《변혁의 사랑》 ... 호텔 매니저 역 (특별출연)
- 2018년 JTBC 금토드라마 《제3의 매력》 ... 백주란 역
- 2022년 ENA 수목미니시리즈 《이상한 변호사 우영우》 ... 최지수 역
- 2022년 네이버 나우 웹드라마 《미미쿠스》 ... 이미연 역
- 2023년 SBS 금토드라마 《마이데몬》 ... 노수안 역

### 영화
- 2004년 《령》 ... 김은정 역
- 2011년 《커플즈》 ... 애연 역
- 2011년 《에피소드 X3》 ... 레이 역
- 2012년 《992》 ... 여자 역
- 2019년 《지하철 속 오디션》 ... 윤지 역
- 2022년 《안녕하세요》 ... 정진아 역
- 2023년 《드림팰리스》 ... 수인 역

### 뮤직비디오
- 2007년 베이 - Misery

### 연극
- 2010년 《프루프》 ... 캐서린 역
- 2013년 《클로저》 ... 앨리스 역
- 2017년 《3일간의 비》 ... 낸&라이나 역
- 2021년 《언더 스터디》 ... 록산느 역

## 예능
- 2018년 MBC 《황금어장 라디오스타》
- 2019년 SBS 《동상이몽 2 - 너는 내 운명》 - 고정출연
- 2021년 채널S  《신과 함께》게스트 출연
- 2021년 채널A 《오은영의 금쪽 상담소》 - 고정출연
- 2022년 SBS 《꼬리에 꼬리를 무는 그날 이야기》
- 2022년 tvN 《줄 서는 식당》 - 특별 MC (32회, 33회)
- 2022년 엠넷 《너의 목소리가 보여9》- 박현빈 편
- 2023년 KBS2 《옥탑방의 문제아들》게스트 출연

## 진행

### 텔레비전
- 2008년: KBS2 《연예가중계》
- 2011년: 동아TV 《스타 도네이션 프로젝트 이윤지의 쇼콜라티에》
- 2015년: tvN 스토리온 《렛미인 시즌5》

## 앨범
- 2003년 《논스톱 4》 O.S.T - Happy Days
- 2006년 《열아홉 순정》 O.S.T - 사랑이 오네요
- 2011년 《커플즈》 OST - 빛나라 우리 사랑아 (공형진 & 김주혁 & 이시영 & 오정세 & 이윤지)
- 2012년 《더킹 투하츠》 O.S.T Part.3 - 처음사랑
- 2012년 《대풍수》 O.S.T - 그리워 그리다
- 2013년 《왕가네 식구들》 O.S.T - 그 사람（with 한주완）

## 홍보대사
- 2003년 민족평화축전 명예 홍보대사
- 2005년 서울메트로 홍보대사
- 2009년 사회복지법인 ‘평화를 이루는 사람들’홍보대사
- 2010년 건강박람회 홍보대사
- 2011년 제7회 제천국제음악영화제 홍보대사
- 2012년 제8회 제천국제음악영화제 집행위원
- 2014년 한국연극협회 행복디딤돌 홍보대사
- 2014년 제1회 가톨릭영화제 홍보대사

## 광고
- 존슨앤존슨 - 클린앤클리어
- SK텔레콤 - 스피드011
- 농심 - 칩포테토
- 해찬들(CJ제일제당) - 태양초고추장
- 샘표식품 향신간장
- 존슨앤드존슨 - 원데이아큐브디파인 비비드스타일
- 동화약품 - 까스활명수 큐
- 롯데하이마트
- 서울우유 유기농 맑은치즈
- CJ푸드빌 - 빕스
- 한국P&G - 페브리즈 차량용

## 수상 및 후보
| 연도 | 시상식                      | 부문                                     | 작품                                 | 결과 |
| ---- | --------------------------- | ---------------------------------------- | ------------------------------------ | ---- |
| 2006 | KBS 연기대상                | 여자 신인연기상                          | 열아홉 순정                          | 수상 |
| 2007 | MBC 연기대상                | 연속극부문 황금연기상                    | 내곁에 있어                          | 수상 |
| 2008 | KBS 연기대상                | 주간극부문 우수연기상                    | 대왕 세종                            | 수상 |
| 2011 | KBS 연기대상                | 여자 조연상                              | 드림하이, KBS 드라마 스페셜 - 터미널 | 수상 |
| 2011 | 제19회 대한민국문화연예대상 | 영화부분 여자 우수연기상                 | 커플즈                               | 수상 |
| 2012 | MBC 연기대상                | 미니시리즈부문 여자 우수연기상           | 더킹 투하츠                          | 수상 |
| 2012 | SBS 연기대상                | 드라마스페셜부문 여자 우수연기상         | 대풍수                               | 후보 |
| 2013 | KBS 연기대상                | 장편드라마부문 여자 우수연기상           | 왕가네 식구들                        | 후보 |
| 2017 | MBC 연기대상                | 연속극부문 여자 최우수연기상             | 행복을 주는 사람                     | 후보 |
| 2019 | 제14회 숨피 어워즈          | 최우수조연상 여자부문                    | 제3의 매력                           | 후보 |
| 2019 | SBS 연예대상                | SBS 패밀리상                             | 동상이몽 2 - 너는 내 운명            | 수상 |
| 2023 | 제43회 한국영화평론가협회상 | 여우조연상                               | 드림팰리스                           | 수상 |
| 2023 | 제43회 황금촬영상           | 최우수 여우조연상                        | 드림팰리스                           | 수상 |
| 2023 | 제44회 청룡영화상           | 여우조연상                               | 드림팰리스                           | 후보 |
| 2023 | SBS 연기대상                | 미니시리즈 멜로·로맨틱 코미디부문 조연상 | 마이 데몬                            | 후보 |
| 2024 | 제11회 서울국제영화대상     | 여우조연상                               | 드림팰리스                           | 수상 |

## 가족 관계
- 아버지: 이승일(1951년 ~ )
- 어머니: 정진향(1957년 ~ )
- 배우자: 정한울(1981년 ~ )
  - 장녀: 정라니(2015년 10월 6일 ~ )
  - 차녀: 정소울(2020년 4월 17일 ~ )
- 사촌: 박현빈(1982년 10월 8일 ~ )
- 올케동생 김주희